# Куровська Ілона Анатоліївна
Ілона Анатоліївна Куровська — українська науковиця, доктор юридичних наук, волонтерка, що загинула під час російського вторгнення в Україну.

## Життєпис
Ілона Куровська народилася в 1977 році в селищі Клавдієво-Тарасове на Київщині. Трудову діяльність починала лаборантом учбово-організаційної групи по забезпеченню навчального процесу Київського національного університету імені Тараса Шевченка, потім — заступника голови Бориспільської районної державної адміністрації Київської області, у 2011—2013 роках Ілона Куровська працювала заступницею голови Переяслав-Хмельницької РДА з економічних питань. Обіймала посаду директорки Інституту законодавства Верховної Ради України, працювала старшим науковим співробітником. З початком повномасштабного російського вторгнення включилася у волонтерську діяльність, допомагаючи українським військовим та цивільному населенню. Вже 24 лютого 2022 року здійснила ряд виїздів у Київ з окупованих територій, а саме з селища Клавдієво-Тарасове Бучанського району за воєнною та гуманітарною допомогою. Особисто організовувала, координувала та контролювала дії місцевої територіальної оборони, забезпечувала її життєдіяльність та боєздатність під час окупації. Також створювала гуманітарні коридори для здійснення евакуації односельців через блокпости російських агресорів та виявила місця ворожої техніки з подальшим надсиланням координатів позиції російських військ українським військовим. Загинула Ілона Куровська 24 березня 2022 року під час чергової поїздки з волонтерською місією між окупованими російськими військами селищами Озірщина та Андріївка. Вона везла харчі для односельчан. На блокпості загарбники довго не пропускали, а потім спрямували авто на мінне поле. Разом з двома хлопцями вона підірвалася на міні, будучи важко пораненою, з відірваними ступнями змогла накласти джгут хлопцю з відірваною ногою. Довгий час, поки Київщину не було звільнено від ворога, підірвана машина так і стояла серед мінного поля. Чин прощання із загиблою відбувся 2 квітня 2022 року

## Наукова діяльність
Ілона Куровська проводила наукові дослідження в галузі права, була автором низки монографій та наукових праць. Тісно співпрацювала із Національною академією СБУ.
Влітку 2021 року Ілона Куровська в Національній академії СБУ захистила дисертаційну роботу на здобуття наукового ступеня доктора юридичних наук, а в лютому 2022 року отримала відповідний диплом.